# After Party (álbum de Adore Delano)
After Party é o segundo álbum de estúdio da cantora, compositora e drag queen estadunidense, Adore Delano. O álbum foi lançado através da Producer Entertainment Group em 11 de março de 2016. O álbum foi disponibilizado para pré-venda no dia 18 de fevereiro de 2016. O primeiro single do álbum, "Dynamite" foi lançado em 26 de fevereiro de 2016, com o vídeo da música estreando no mesmo dia.

## Promoção
Adore embarcou em uma turnê para promover o lançamento do After Party no Reino Unido, com início em 3 de março de 2016 em Londres e concluído no dia 6 de março, em Manchester. Os fãs que compraram ingressos VIP receberam umA própria cópia física do álbum exclusivo antes do lançamento mundial, no entanto, isso foi mudado mais tarde e envés dos fãs receberem o álbum exclusivo eles receberam um autógrafo exclusivo no cartaz.
Tal como acontece com seu álbum anterior, Delano também vai estrelar a perna norte-americana de RuPaul Drag Race: Battle of the Seasons tour em abril de 2016, começando em Seattle, Washington e concluído em Nova York, Nova York, em maio.

## Recepção e crítica
| Críticas profissionais | Críticas profissionais |
| Avaliações da crítica  | Avaliações da crítica  |
| Fonte                  | Avaliação              |
| ---------------------- | ---------------------- |

O álbum recebeu críticas positivas de críticos. Gordon Ashenhurst, escreveu para o Metro Weekly, elogiou o álbum: "'After Party' é um concurso tortilhantemente sintonizado de club bangers e downers dançantes. Colocando o clichê, comédia baseada em música de seus pares na sombra, a ex-competidora de RuPaul Drag Race casados, juntos, funky house music com um apetite para depois de horas de introspecção. Cada música gera o seu próprio excepcionalmente brilhante, calha-glam brilho. Entregando-se em desespero a cada vez, é um álbum que tanto explora e intensamente compromete-se para escapar dela."

## Singles
"Dynamite" foi lançado como o primeiro single do álbum em 26 de fevereiro de 2016 com o vídeo clipe oficial estreando no mesmo dia. A canção explora como os efeitos de ser sexualmente atraído por alguém que pode ter sobre uma pessoa.
Em 9 de março de 2016, Adore lançou um teaser trailer de "Take Me There", o segundo single do álbum. O vídeo clipe oficial foi lançado em 11 de março de 2016.

## Lista de faixas
Todas as canções foram escritas por Daniel Noriega e Ashley Levy, produzido por Tomas Costanza e Paulo Coultrup. Adore declarou anteriormente que o álbum contém 22 faixas. Recentemente, em uma entrevista com a Queen Magazine, ela disse que está economizando metade das músicas para um álbum, é por isso que o último álbum contém 13 faixas.
| N.º            | Título                   | Duração |  |
| 1.             | "I.C.U."                 | 3:02    |  |
| 2.             | "Dynamite"               | 2:43    |  |
| 3.             | "Take Me There"          | 3:16    |  |
| 4.             | "Better Than the Movies" | 3:07    |  |
| 5.             | "Foreign Lover"          | 3:34    |  |
| 6.             | "Bold as Love"           | 3:32    |  |
| 7.             | "After Party"            | 4:09    |  |
| 8.             | "I Really Like It"       | 2:30    |  |
| 9.             | "Out of the Blue"        | 4:25    |  |
| 10.            | "I Can't Love You"       | 2:17    |  |
| 12.            | "Constellations"         | 3:25    |  |
| 13.            | "Save Your Breath"       | 3:31    |  |
| 14.            | "4am"                    | 4:05    |  |
| Duração total: | Duração total:           | 44:36   |  |

## Recepção
O álbum recebeu críticas positivas dos críticos com a maioria declarando que era mais "maduro" do que a estreia de Adore. A Star Observer chamou de um "extravagância de pop sólida".

## Desempenho comercial
No Reino Unido, After Party estreou no número 71 no Scottish álbuns chart e número 46 no Reino Unido Download chart, mas só fez 181 no UK Albums Chart, apesar de parecer. No número 80 na Official Albums Chart Update, um meio de semana do vendas-flash chart publicado a meio do acompanhamento de semana.
O álbum também chegou ao número 140 na Belgian Flanders álbum chart.
Nos Estados Unidos, o álbum estreou no número 192 na Billboard 200. Apesar de uma queda de Adore, do primeiro álbum, que alcançou a posição número 59, After Party superou na Dance/Electronic chart, em número 1.

## Charts
! Bélgica (Ultratop Flandres) 
|140
! Estados Unidos (Billboard 200) 
|192
! Estados Unidos (Dance/Electronic Albums) 
|1

| Charts (2016)                     | Posição |
| --------------------------------- | ------- |
| Escocês Álbuns (OCC)              | 71      |
| UK Albums (OCC)                   | 181     |
| Reino UNIDO Álbuns Digitais (OCC) | 46      |